# Artur Teodorowicz
Artur Jurijowicz Teodorowicz, ukr. Артур Юрійович Теодорович (ur. 12 października 1975) – ukraiński piłkarz, grający na pozycji pomocnika.

## Kariera piłkarska

### Kariera klubowa
W 1994 rozpoczął karierę piłkarską w amatorskim zespole Kraj Kijów, skąd został zaproszony do Obołoni Kijów. Wiosną 1996 rozegrał 2 mecze w klubie Dnipro Dniepropetrowsk. Potem bronił barw Metałurha Nowomoskowsk, po czym na krótko powrócił do Obołoni. Jesienią 1996 został piłkarzem Zirki Kirowohrad, ale nie rozegrał żadnego meczu i wyjechał za granicę. W sezonie 1997/98 występował w polskim klubie Ceramika Opoczno. Za granicą nie zrobił wielkiej kariery, dlatego wkrótce powrócił na Ukrainę. Potem występował w amatorskich zespołach Refryżerator Fastów i Dnipro Kijów. W 2003 zakończył karierę piłkarską.

## Sukcesy i odznaczenia

### Sukcesy klubowe
- brązowy medalista Ukrainy: 1996